# 黑腹無鰾鮋
黑腹無鰾鮋，為輻鰭魚綱鮋形目鮋亞目平鮋科的其中一種，為深海魚類，分布於西大西洋加拿大新斯科細亞省至委內瑞拉；東太平洋冰島、挪威至幾內亞灣海域，棲息深度50-1100公尺，體長可達47公分，棲息在軟底質大陸棚底層水域，以甲殼類、魚類、頭足類等為食，卵胎生，生活習性不明，可做為食用魚，具有毒性。

## 扩展阅读
維基物種上的相關：黑腹無鰾鮋